# Sylwia Gruchała
Sylwia Gruchała, née le 6 novembre 1981 à Gdynia, est une escrimeuse polonaise, pratiquant le fleuret.

## Palmarès

### Jeux olympiques d'été
- 2012 à Londres, (Royaume-Uni)
  - Qualifiée en fleuret individuel et par équipes
- 2004 à Athènes, (Grèce)
  -  Médaille de bronze en fleuret individuel
- 2000 à Sydney, (Australie)
  -  Médaille d'argent en fleuret par équipes

### Championnats du monde
- 2010 à Paris,  Australie
  -  Médaille d'argent en fleuret par équipe
- 2007 à Saint-Pétersbourg,  Russie
  -  Médaille d'or en fleuret par équipes
- 2003 à La Havane,  Cuba
  -  Médaille d'or en fleuret par équipes
  -  Médaille d'argent en fleuret individuel
- 2002 à Lisbonne,  Portugal
  -  Médaille d'argent en fleuret par équipes
- 1999 à Séoul,  Corée du Sud
  -  Médaille d'argent en fleuret par équipes
- 1998 à La Chaux-de-Fonds,  Suisse
  -  Médaille de bronze en fleuret par équipes

### Coupe du monde
- -  Médaille de bronze au tournoi d'escrime de Marseille 2004
  -  Médaille de bronze au tournoi d'escrime de Marseille 2009
  -  Médaille de bronze au tournoi d'escrime de Marseille 2010

### Championnats d'Europe
- 2005 à Zalaegerszeg,  Hongrie
  -  Championne d'Europe en fleuret individuel
- 2002 à Moscou,  Russie
  -  Championne d'Europe en fleuret par équipes
  -  Championne d'Europe en fleuret individuel
- 2000 à Funchal,  Portugal
  -  Championne d'Europe en fleuret individuel
  -  Médaille de bronze en fleuret par équipes

### Championnats de Pologne
- 9  Championne de Pologne